# ماریا بوخ-فایستریتس
ماریا بوخ-فایستریتس (به آلمانی: Maria Buch-Feistritz) یک منطقهٔ مسکونی در اتریش است که در مورتال واقع شده‌است. ماریا بوخ-فایشتریتس ۲۸٫۴۷ کیلومتر مربع مساحت دارد ۶۶۰ متر بالاتر از سطح دریا واقع شده‌است.